# Nina Zilli (EP)
Nina Zilli è l'EP di debutto di Nina Zilli. Il disco viene pubblicato l'11 settembre 2009 per la Universal Music.

## Tracce
Testi e musiche di Nina Zilli.
1. 50mila – 2:54 – (con Giuliano Palma)
2. L'inferno – 2:37
3. Come il Sole – 3:37
4. Tutto bene – 2:46
5. Penelope – 3:29 – (con gli Smoke)
6. L'amore verrà – 3:15
7. Bellissimo – 3:12
8. No Pressure – 3:40

## Formazione
- Nina Zilli - voce, percussioni
- Renato Podestà - chitarra (traccia 1)
- Gianluca Pelosi - basso (traccia 5)
- Cesare Nolli - chitarra
- Marcello Schena - batteria, percussioni
- Alessandro Soresini - batteria (traccia 5), percussioni (traccia 5)
- Dino Neithermayer - pianoforte (traccia 1), tastiera (traccia 1)
- Carlo Ubaldo Rossi - percussioni (traccia 7), cori (traccia 2)
- Heggy Vezzano - chitarra
- Luca Tonani - basso
- Angelo Cattoni - tastiera, pianoforte
- Riccardo Gibertini - percussioni, tromba
- Teo Pozzi - tastiera, pianoforte
- Gianandrea Guerra - violino
- Paolo Costanzo - violino
- Lorenzo Quero - viola
- Elena Castagnola - violoncello
- Piergiorgio Muccio - trombone
- Paolo Favini - sassofono baritono
- Marco Zaghi - sassofono tenore, sax alto, flauto